# UCI Oceania Tour 2012
De UCI Oceania Tour 2012 was de achtste uitgave van de UCI Oceania Tour, een van de vijf continentale circuits op de wielerkalender 2012 van de UCI. Deze competitie omvatte vier wedstrijden die tussen 12 oktober 2011 en 18 maart 2012 werden verreden.
Winnaar werd de Nieuw-Zeelander Paul Odlin. De Australiërs Nick Aitkende en Jay McCarthy vervolledigden het podium.

## Uitslagen wedstrijden
| 1 | Rhys Pollock                |
| 2 | Reinardt Janse van Rensburg |
| 3 | Marcel Kittel               |
| 4 | Jegor Silin                 |
| 5 | Marcel Kittel               |

| 1 | Campbell Flakemore |
| 2 | Jay McCarthy       |
| 3 | Sam Bewley         |
| 4 | Thomas Palmer      |
| 5 | Aaron Gate         |

## Ploegen 2012
Uit Oceanië namen dit jaar vijf Australische ploegen deel in het internationale wielerpeloton.

## Eindklassementen
| Rang | Renner                      | Punten |
| ---- | --------------------------- | ------ |
| 1    | Paul Odlin                  | 122    |
| 2    | Nick Aitken                 | 78     |
| 3    | Jay McCarthy                | 57     |
| 4    | Rhys Pollock                | 56     |
| 5    | Michael Vink                | 55     |
| 6    | Mark O'Brien                | 50     |
| 7    | Reinardt Janse Van Rensburg | 46     |
| 8    | Sam Horgan                  | 45     |
| 9    | Darren Lapthorne            | 43     |
| 10   | Steele Von Hoff             | 33     |

| Rang | Ploegen                               | Punten |
| ---- | ------------------------------------- | ------ |
| 1    | Team Jayco-AIS                        | 188    |
| 2    | Subway Cycling Team                   | 172    |
| 3    | Drapac Cycling                        | 140    |
| 4    | Team Budget Forklifts                 | 92     |
| 5    | Genesys Wealth Advisers               | 56     |
| 6    | MTN Qhubeka                           | 46     |
| 7    | Bissel                                | 40     |
| 8    | Argos-Shimano                         | 40     |
| 9    | Chipotle-First Solar Development Team | 33     |
| 10   | Champion System Pro Cycling Team      | 22     |

| Rang | Land          | Punten  |
| ---- | ------------- | ------- |
| 1    | Australië     | 1445,13 |
| 2    | Nieuw-Zeeland | 639     |

2005 · 
2006 · 
2007 · 
2008 · 
2009 · 
2010 · 
2011 · 
2012 · 
2013 ·
2014 ·
2015 ·
2016 ·
2017 ·
2018 ·
2019 · 2020 · 2021 · 2022 · 2023 · 2024 · 2025
Belangrijkste wedstrijden

New Zealand Cycle Classic · Herald Sun Tour · Cadel Evans Great Ocean Road Race (voormalig)